# 橋元秀一
橋元 秀一（はしもと　しゅういち、1955年 - ）は、日本の経済学者。学位は、経済学士。前國學院大學経済学部教授。元経済学部学部長。東京大学大学院経済学研究科第二種博士課程単位取得修了。専門は、労働経済学・社会政策・労務管理論・労働調査論。

## 人物
労働に対しての社会政策や労働経済などの研究をしている。研究テーマや日本経済に対して非常に熱血漢であり、講義や論説も力強く、深く考えさせる力が強い。担当している講義では多くの学生が受講を希望し、抽選になる事もしばしばある。國學院大學の経済学部改革にも力を入れ、國大生の為に尽力している。

## 論文

### 単著
- 「鹿児島県地域経済の構造と課題」	『地域総合研究』第33巻第1号	鹿児島国際大学地域総合研究所	平成17年9月
- 「社会政策学における賃金問題研究の視角と課題－大会報告を素材に」	『社会政策学会誌』第12号	社会政策学会	平成16年9月
- 「労働問題研究の現在－1980～2000年(4)　人事労務管理」	『大原社会問題研究所雑誌』507号		平成13年2月
- 「ストラクチャリングにおける雇用対策と人材活用－1970年代後半から80年代における造船重機械産業の事例に即して－」	『國學院経済学』第47巻第2号	國學院大學経済学会	平成11年3月
- 「地域における外国人労働者への対応と受容－群馬県大泉町と長野県上田市の事例を中心に－」	『國學院経済学』第46巻第3・4号	國學院大學経済学会	平成10年9月
- 「地域経済の発展と人材確保－1980年代の長野県および岐阜県における労働力の動態－」	『國學院経済学』第43巻第4号	國學院大學経済学会	平成7年6月
- 「賃金格差と中高年の活性化」	『労働の科学』		平成6年3月
- 「｢雇用確保｣の規範化と雇用慣行の変容」	『社会政策学会年報』		平成4年6月
- 「戦後型年功賃金の形成とその意義」	『研究資料月報』		昭和60年2月
- 「戦後型年功賃金の実態－M造船の事例に即して－」	『経済学研究』	東京大学経済学研究会	昭和59年10月
- 「総括　非正規従業員の組織化をめぐる先進10事例のタイプと経験の示すこと」	21世紀の日本の労働組合活動に関する調査研究Ⅰ「非正規労働者の組織化」調査報告書	財団法人　連合総合生活開発研究所	平成21年1月
- 「成果主義」の実態は「能力主義管理」の整備・徹底化－真の能力主義を求めて	『賃金制度と労働組合の取り組みに関する調査研究報告書』	財団法人　連合総合生活開発研究所	平成18年7月

第3章 統計データからみた「渋谷らしさ」の変質と課題（2015/03/10）
労働組合による労働者供給事業の諸類型と可能性（2012/03/25）

### 共著
- 『サービス分野における高年齢者の雇用開発と労働条件の確保に関する調査研究報告書』		財団法人 高年齢者雇用開発協会	平成15年9月
- 『高齢者の派遣就業における実態と今後のあり方に関する調査研究報告書』		財団法人 高年齢者雇用開発協会	平成14年3月
- 『高齢者の派遣事業における実態と今後のあり方に関する調査研究報告書（中間報告）』		財団法人　高年齢者雇用開発協会	平成13年3月
- 『外国人労働者が就業する地域における住民の意識と実態－群馬県大泉町・長野県上田市・宮城県古川市の地域研究－』		日本労働研究機構	平成9年3月
- 『不況地域の構造転換』		日本労働研究機構	平成9年2月
- 『労働時間の弾力化と生活のゆとり・健康に関する調査－フレックスタイム制度を中心に－』		東京都立労働研究所	平成8年3月
- 『不況下の中小企業管理職－企業の悩みと管理職の心情－』		東京都立労働研究所	平成7年3月
- 『雇用構造変化と統計的手法に関する調査研究』		財団法人労働問題リサーチセンター・雇用統計研究会	平成4年10月
- 『生産分業構造と労働市場の階層性－自動車産業編－』		日本労働研究機構	平成4年3月
- 『構造変動下における事業転換と雇用変動－ニット製品製造業と玩具製造業の実態－』		東京都立労働研究所	平成3年3月
- 『Uターン者の確保のための雇用管理事例調査研究結果報告書』		財団法人雇用情報センター	平成3年3月
- 『若年労働者と労働移動に関する調査－その意識と労務管理』		東京都立労働研究所	平成2年3月
- 『地域における雇用創出に関する研究－高島炭鉱離職者の追跡調査と閉山後の高島町住民の意識に関する調査－』		雇用促進事業団雇用職業総合研究所	平成元年9月
- 『中小企業における能力主義的管理と労使関係(その2)』		東京都立労働研究所	平成元年3月
- 『中小企業における能力主義的管理と労使関係(その1)』		東京都立労働研究所	昭和63年3月

## 著書

### 共著
- 『人事労務管理の歴史分析』ミネルヴァ書房	平成15年3月
- 『大都市地域社会の構造－神奈川の特質と分析課題－』協同組合総合研究所	平成6年11月
- 『現代日本の労使関係－効率性のバランスシート－』労働科学研究所出版部	平成4年8月
- 『現代日本の労務管理』御茶の水書房	平成4年6月
- 『外国人労働者の福祉と人権』法律文化社	平成4年5月
- 『日本の労働争議1945～80年』東京大学出版会	平成3年1月